# 魔法戒指

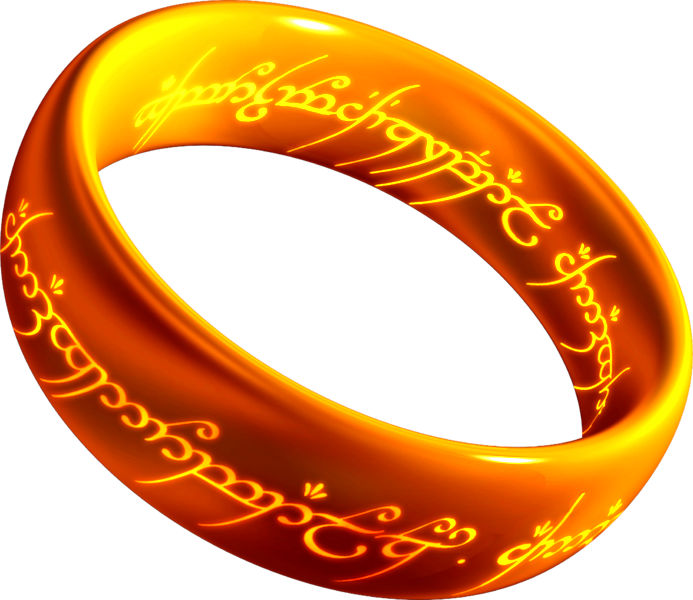
《哈比人歷險記》和《魔戒》中的至尊魔戒，可以讓戴的人隱形

魔法戒指是虛構的特殊戒指，可以讓戴的人有魔法或是特殊的能力。魔法戒指常出現在奇幻作品和童話中。在一些有戴戒指習俗的地方，會在其民間傳說中出現魔法戒指。有些魔法戒指會讓戴者有特殊能力，例如隱形能力或长生不老，有些魔法戒指則可以用來施行魔法。有時魔法戒指上也會帶有詛咒，例如北欧神话中齊格弗里德從法夫納那裡奪得的戒指安德華拉諾特，或是《魔戒》中的至尊魔戒一樣。不過大多數的魔法戒指是中性的，由穿戴者來決定用魔法戒指行善或是作惡。
戒指是很理想的魔法物品：本身是裝飾品，特別（多半是獨一無二的），常常穿戴，其形狀（環形）常會被賦與一些神秘的特性，上面可以加上有法力的寶石，而且是戴在手指上，因此可以用戴著魔法戒指的手指指向特定物品。

## 歷史

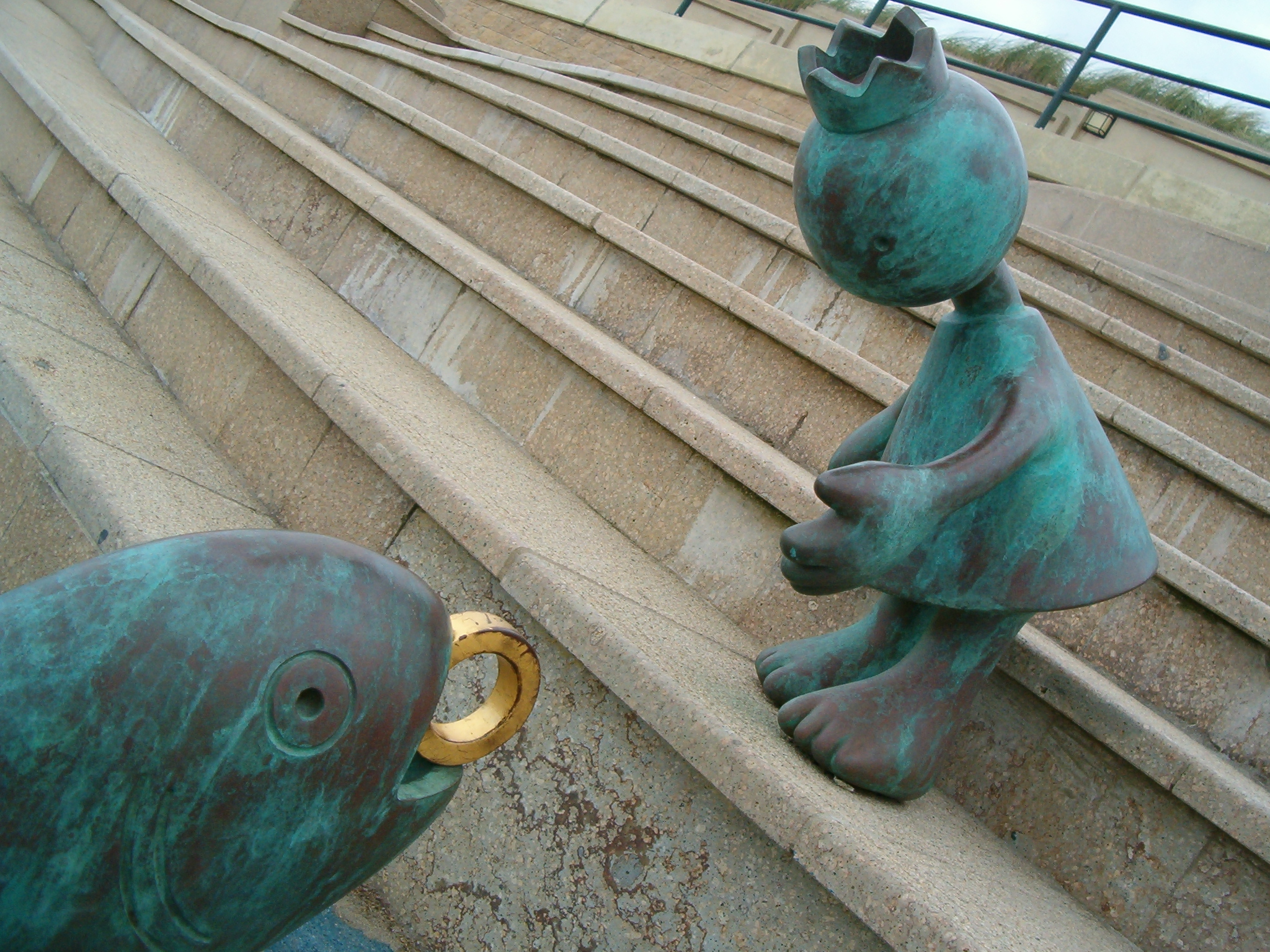
荷蘭斯海弗宁恩的雕像，敘述的是《格林童話》中，《漁夫和他的妻子》某一版本故事的內容

有關魔法戒指的故事可以追溯到希臘羅馬的古典时代。柏拉图在《理想国》中說了裘格斯戒指的故事，帶上這個戒指的人可以隱形。牧羊人裘格斯在洞穴中找到戒指，用戒指使自己隱形，勾引皇后，殺害國王，搶奪其王位。不過更早有關裘格斯的記載，提到他是呂底亞的國王，沒有提到戒指。在希腊神话中很少提到帶有魔法的戒指，不過在珀耳修斯的神話中提到許多其他有魔法的物品。
猶太歷史學家弗拉維奧·約瑟夫斯重覆提到Eleazar在羅馬皇帝維斯帕先面前用魔法戒指驅魔的軼事。

### 中古時期的傳說及煉金術
中古時期阿拉伯人以及希伯來人的傳統孕育了所羅門的戒指的傳說，用這個戒指可以控制惡魔或鎮尼。像在《一千零一夜》裡，漁夫Judar bin Omar發現了魔法師Al-Shamardal的戒指，而鞋匠Ma'aruf發現了Shaddád ibn Aad的圖章戒指。這二個戒指的能力都源自於束縛在其中的精靈。在阿拉丁與神燈的故事中，阿拉丁也是從魔法師給他的戒指中召喚了精靈。在文藝復興時期，西方的魔法、神秘主義以及煉金術也引用了所羅門的戒指的典故。
中古的希伯來神秘傳統中，常常會提到魔法戒指。在希伯來的《塔木德》及《米德拉什》中都有提到。傳說中所羅門的戒指有許多特殊的能力，使所羅門王無所不知、有和動物交談的能力、並且有可以將精靈封印在瓶子裡的特殊印記。在《巴比倫塔木德》中就有一個有關所羅門王和戒指的故事，猶太神秘文學對戒指的描寫則更加的詳細。這些文獻認為戒指的能力來自於刻在上面的神聖名字，這些戒指可以用來召喚及命令天堂的守護者，並且可以進入天堂。在猶太神祕主義卡巴拉思想的《[[[光明篇]]》中，認為神有圖章戒指（或是圖章），且有使用它。

### 日耳曼文化
在英國有發現一些維京時期的戒指，上面有帶有魔法意涵的盧恩字母銘文，像是Kingmoor戒指及Bramham Moor戒指。有特殊意涵的環在斯堪的納維亞半島的宗教文化中格外重要。根據13世紀的《Eyrbyggja saga》所述，第十世紀的冰島酋長，其神廟的祭壇上有一個臂環，所有當地起誓的人都要在祭壇上起誓。
在日耳曼文學中有提到主神奧丁戴的德羅普尼爾手鐲，每九天都會變出更多的金鐲。[德羅普尼爾也成了代表富有的宗教象徵。在巴德爾的葬禮上，這個手鐲放在葬禮的柴堆上，但巴德爾將手鐲給了赫爾莫德，最後還給了奧丁。

### 中古浪漫時期
在12世紀克雷蒂安·德·特魯瓦的骑士文学作品《狮子骑士伊维恩》中，有女士給了伊维恩一枚魔法戒指。若戴戒指時將戒指的寶石放在手指的內側，戒指可以讓配戴者隱形。14世紀的骑士文学作品《Sir Perceval of Galles》中，主角珀西瓦里從一位睡覺女子的手上取下戒指，戴在自己的手上，之後展開了一系列的冒險，打敗了許多的敵人。在最後主角才知道他戴的是魔法戒指，因此其他人無法將配戴者給殺死。

### 民俗學
在民俗學的阿爾奈-湯普森分類法裡，560類的故事「魔法戒指」就是指主角擁有魔法戒指的這類故事。

## 現代作品中的魔法戒指
許多現代的奇幻小說中會有魔法戒指，而且魔法戒指是不少奇幻小說中的重要元素。正如許多故事中的魔法物品一樣，魔法戒指可以當作情節裝置，但可以用幾種不同的方式呈現：魔法戒指可以讓沒有魔法的人得到魔法的能力，或增強魔法師的魔法。魔法戒指也可能是麥高芬，意思就是此一物品是眾人想要獲得的物品，因此推動故事往前進，而魔法戒指本身不一定有特殊的能力。在J·R·R·托爾金的《哈比人歷險記》中提到的戒指就屬於前者，讓比爾博·巴金斯在任務中有不輸給矮人的能力。

### 《尼伯龙根的指环》
理查德·瓦格纳的歌劇《尼伯龙根的指环》描述了《尼伯龍根之歌》、《沃爾松格傳說》及《散文埃達》中的故事。在歌劇中，尼伯龍人侏儒阿爾貝里希偷了萊茵少女守護的黃金，鑄成指环。可以帶給配戴者能力，而最後諸神毀滅，女武神布倫希爾德戴上指环，和其丈夫一同殉身，指环最後還給了萊茵少女。

### 《哈比人歷險記》和《魔戒三部曲》
J·R·R·托爾金的《哈比人歷險記》原本只是兒童小說，但當他寫到《魔戒三部曲》時，擴展了故事內容，借用了日耳曼神話及北歐神話中的許多情節、生物或是名字。《魔戒三部曲》有二十枚力量之戒，有四枚戒指特別描述了細節：特別有能力，但也格外危險，是故事核心的《至尊魔戒》，以及由甘道夫、精靈愛隆及凱蘭崔爾佩戴的三枚戒指。
七枚力量之戒給了矮人，目的是要腐蝕他們，但效果有限。人類更容易受到引誘，九枚擁有力量之戒的人類都曾是偉大的領主，但後來被戒指影響，成為可怕的戒靈，是魔王索倫的手下。給人類和矮人的十六枚戒指是由索倫和精靈一起製作的。精靈擁有的三枚戒指是精靈自己製作的。索倫私自鑄造了至尊魔戒，目的是用此戒指來控制其他所有的力量之戒，不過此計劃沒有成功。
這些戒指中，只有至尊魔戒有在《哈比人歷險記》中出現，而且當時只知道那是一枚可以讓配戴者隱形的魔法戒指。一直到《魔戒三部曲》中才知道更重大且黑暗的意義。在《精靈寶鑽》中的魔戒及第三紀元中有說明力量之戒的歷史。

### 《納尼亞傳奇》
C·S·路易斯的作品《納尼亞傳奇》中，《魔法師的外甥》中有二個魔法戒指，可以讓人進入界中林，或是到界中林連接的其他世界。界中林是《納尼亞傳奇》的中的核心，連接著許多不同的世界。黃色魔法戒指被人碰觸時，可以讓人來到界中林，而綠色魔法戒指可以讓人到所選擇的世界。這二個戒指是由安德魯·凱特里用Atlantis的魔法塵土所製。

### 《哈利·波特》
J·K·罗琳的《哈利·波特》小說中，其中有一個魔法戒指（魔佛羅·剛特的戒指），上面有皮福雷家族的紋章。這個魔法戒指後來被伏地魔變成分靈體，儲存伏地魔的部份靈魂，是《哈利·波特》小說後期的重要物品之一。後來分靈體被阿不思·鄧不利多破壞。戒指裡的石頭是三件死神聖物中的重生石，可以召喚已經死去人物的幻影。

## 腳註
1. ↑  The two djinn are called, respectively, Al-Ra’ad al-Kasif (“Ear-deafening Thunder”) and Abú al-Sa’ádát (“the Father of Prosperities”). Based on their talismanic nature, both are “astral” demons. Their bonds are magical names from the repertoire of the “Solomonic Art”.[8]
2. ↑  For the use of such rings in halakhic literature see ref[11]